# Scott Waites
Scott Waites (Bradford, 1977. február 17. –) angol dartsjátékos. 2004-től 2020-ig a British Darts Organisation, majd 2020-tól 2024-ig a Professional Darts Corporation tagja. 2013-ban és 2016-ban megnyerte a BDO világbajnokságát. Beceneve "Scotty 2 Hotty".

## Pályafutása

### BDO
Waites 2008-ban szerepelt először a BDO világbajnokságán, amelyen a negyeddöntőben Brian Woods-tól szenvedett 5–3-as vereséget. A 2008-as évben két nagytornán is döntőbe került a BDO-nál, a World Masters-en Martin Adamstől 7–6-os, a Zuiderduin Mastersen pedig Gary Andersontól 5–4-es vereséget szenvedett. 2009-ben és 2010-ben szintén a negyeddöntőig jutott a BDO világbajnokságon, ahol először Darryl Fittontól, majd Martin Phillipstől kapott ki 5–4-re.
2009-ben a Grand Slam of Darts kiemelt PDC tornán (amelyen a legjobb BDO játékosok is részt vehettek akkor) a döntőig sikerült eljutnia, ahol az akkoriban összesen tizennégyszeres (2xBDO és 12xPDC) világbajnok Phil Taylortól kapott ki 16–2-re. A következő Grand Slam of Dartson újra sikerült beverekednie magát a torna fináléjába, ahol ezúttal James Wade volt az ellenfele. Waitesnek 16–12-re sikerült győzedelmeskednie a döntőben, így ő lett az első BDO játékos a torna történetében, akinek sikerült elhódítania a trófeát.
Waites ennek ellenére maradt a BDO-nál, amelynek következő két világbajnokságán (2011, 2012) csak a második körig sikerült eljutnia. 2011-ben sikerült megszereznie első nagytorna győzelmét a BDO-nál, amelyet a World Masters tornán szerzett Dean Winstanley ellen. Még ebben az évben újabb nagytorna-győzelmet szerzett a Zuiderduin Mastersen, ahol Darryl Fittont sikerült legyőznie 5–4-re.
A 2013-as világbajnokságon Waites megszerezte első világbajnoki címét a BDO-nál, amelynek döntőjében Tony O'Shea-t sikerült legyőznie 7–1 arányban. A következő évben címvédőként nem sikerült jól számára a világbajnokság, mivel már az első fordulóban kiesett a 2014-es döntős Alan Norris ellen. A 2015-ös vb-n is csak a második körig sikerült eljutnia, ezúttal Ross Montgomerytől szenvedett 4–0-ás vereséget.
2016-ban Waites újra világbajnoki címet ünnepelhetett a BDO-nál, a döntőben ezúttal a kanadai Jeff Smith-t múlta felül 7–1 arányban. A következő világbajnokságon (2017) újra nem jött össze számára a címvédés, de ezúttal már a negyeddöntőig eljutott, ahol Danny Nopperttől szenvedett el egy 5–3-as vereséget.
A 2018-as világbajnokságon az elődöntőig sikerült eljutnia Waitesnek, ahol a címvédő Glen Durrant ellen kapott ki 6–2-re.
2019-ben újra sikerült eljutnia a világbajnoki döntőig, ahol ellenfele az előző két év világbajnoka (és a tavalyi kiejtője) Durrant volt, akitől végül 7–3-as vereséget szenvedett Waites.

### PDC
A 2020-as PDC Q-School tornasorozat utolsó napján sikerült Pro Tour-kártyát szereznie.
A 2021-es PDC-dartsvilágbajnokságon egy hihetetlenül izgalmas döntő leges meccsen az ifjú kanadai Matt Campbellt ejtette ki az első körben. Ezután Nathan Aspinall volt az ellenfele, ez azért volt érdekes, mert legalább háromszor változott az állás. Vagyis egyszer úgy tűnt hogy Waites nyer, aztán Aspinallnek állt a zászló, majd megint fordítva és így tovább. Végül Aspinall behúzta a mérkőzést.

## Döntői

### BDO nagytornák: 7 döntős szereplés
| Történet                   |
| BDO Világbajnokság (2–1)   |
| Winmau World Masters (1–1) |
| Zuiderduin Masters (1–1)   |

| Eredmény | Sorszám | Év   | Bajnokság            | Ellenfél a döntőben | Pontok   |
| Döntős   | 1.      | 2008 | Winmau World Masters | Martin Adams        | 6–7 (sz) |
| Döntős   | 2.      | 2008 | Zuiderduin Masters   | Gary Anderson       | 4–5 (sz) |
| Győztes  | 1.      | 2011 | Winmau World Masters | Dean Winstanley     | 7–2 (sz) |
| Győztes  | 2.      | 2011 | Zuiderduin Masters   | Darryl Fitton       | 5–4 (sz) |
| Győztes  | 3.      | 2013 | BDO Világbajnokság   | Tony O'Shea         | 7–1 (sz) |
| Győztes  | 4.      | 2016 | BDO Világbajnokság   | Jeff Smith          | 7–1 (sz) |
| Döntős   | 3.      | 2019 | BDO Világbajnokság   | Glen Durrant        | 3–7 (sz) |

### WDF nagytornák: 1 döntős szereplés
| Eredmény | Sorszám | Év   | Bajnokság     | Ellenfél a döntőben | Pontok   |
| Győztes  | 1.      | 2011 | WDF World Cup | Martin Adams        | 7–3 (sz) |

### PDC nagytornák: 2 döntős szereplés
| Történet         |
| Grand Slam (1–1) |

| Eredmény | Sorszám | Év   | Bajnokság           | Ellenfél a döntőben | Pontok    |
| Döntős   | 1.      | 2009 | Grand Slam of Darts | Phil Taylor         | 2–16 (l)  |
| Győztes  | 1.      | 2010 | Grand Slam of Darts | James Wade          | 16–12 (l) |

1. 1 2 3  (l) = pontszám legekben, (sz) = pontszám szettekben.

## További tornagyőzelmei
| - BDO Gold Cup: 2008 - Belgium Open: 2008 - British Classic: 2017 - British Open: 2011 - Czech Open: 2010, 2012, 2013 - Dutch Open: 2007, 2013 - European Darts Classic: 2016 - Isle of Man Classic: 2014 - Isle of Man Open: 2019 - Jersey Open: 2017 - Police Masters: 2014 - Romanian Open: 2014 - Six Nations Cup: 2010 | - Slovak Open: 2018 - Swedish Open: 2008, 2011 - Tops of Ghent: 2012 - Turkish Open: 2010 - Welsh Masters: 2007 - WDF Europe Cup Pairs: 2010, 2014 - WDF World Cup Singles: 2011 - WDF World Cup Team: 2011 - Cyprus Challenge: 2013 - England GP of Darts Newcastle: 2012 - Lincolnshire Open: 2009 - Macclesfield Open: 2010 |

## Világbajnoki szereplései

### BDO
- 2008: Negyeddöntő (vereség  Brian Woods ellen 3–5)
- 2009: Negyeddöntő (vereség  Darryl Fitton ellen 4–5)
- 2010: Negyeddöntő (vereség  Martin Phillips ellen 4–5)
- 2011: Második kör (vereség  Stephen Bunting ellen 2–4)
- 2012: Második kör (vereség  Ted Hankey ellen 3–4)
- 2013: Győztes ( Tony O'Shea ellen 7–1)
- 2014: Első kör (vereség  Alan Norris ellen 0–3)
- 2015: Második kör (vereség  Ross Montgomery ellen 0–4)
- 2016: Győztes ( Jeff Smith ellen 7–1)
- 2017: Negyeddöntő (vereség  Danny Noppert ellen 3–5)
- 2018: Elődöntő (vereség  Glen Durrant ellen 2–6)
- 2019: Döntő (vereség  Glen Durrant ellen 3–7)
- 2020: Negyeddöntő (vereség  Scott Mitchell ellen 4–5)

### PDC
- 2021: Második kör (vereség  Nathan Aspinall ellen 2–3)